# 구미 선산향교
구미 선산향교(龜尾 善山鄕校)는 대한민국 경상북도 구미시 선산읍 교리에 있는 향교이다. 2013년 4월 8일 경상북도의 유형문화재 제465호로 지정되었다.

## 개요
향교는 공자와 여러 성현께 제사를 지내고 지방민의 교육과 교화를 위해 나라에서 세운 교육기관이다.
선산향교는 조선 전기에 처음 지었으나, 임진왜란 때 불타 없어진 것을 선조 33년(1600) 제사 공간을 짓고 인조 2년(1624)에 교육 공간을 추가로 지은 것이다. 여러 차례 보수를 거쳐 오늘에 이르는 선산향교는 앞쪽에 교육 공간을 두고 뒤편에 제사 공간을 두었다. 누문을 지나면 학생들이 모여 공부하는 강당인 명륜당과 학생들의 기숙사인 동재·서재가 있다. 대성전은 공자를 비롯하여 중국과 우리나라 유학자의 위패를 모시고 제사 지내는 곳이다.
조선시대에는 나라에서 토지와 노비·책 등을 지원받아 학생을 가르쳤으나, 지금은 교육 기능은 없어지고 제사 기능만 남아 있다.

## 참고 자료
- 구미 선산향교 - 국가유산청 국가유산포털